# Панченко, Юлия Викторовна
Юлия Викторовна Панченко (в девичестве — Колесниченко; род. 4 июля 1985, Каинды) — российская лыжница и биатлонистка, призёр чемпионата России, участница Кубка IBU. Мастер спорта России по лыжным гонкам (2001) и биатлону (2010).

## Биография
Начала заниматься лыжным спортом и биатлоном в Омске, впоследствии выступала за Новосибирск. Представляла спортивное общество «Динамо» и ШВСМ г. Новосибирска. Первый тренер — Марс Хажипович Талыпов, тренеры — Сергей Николаевич Басов, Александр Александрович Печёрский.
В лыжных гонках была серебряным призёром первенства мира среди юниоров в Финляндии в 2005 году на дистанции 10 км, становилась призёром юниорского первенства России.
В 2007 году перешла в биатлон. На уровне чемпионата России завоёвывала серебряные (2010) и бронзовые (2011) медали в патрульной гонке, бронзу в смешанной эстафете (2009). В 2010 году также была призёром первенства России (до 26 лет) в спринте. Становилась победительницей этапов Кубка России.
В сезонах 2009/10 и 2010/11 участвовала в гонках Кубка IBU, дебютировала в январе 2010 года на этапе в Альтенберге, заняв 36-е место в спринте. Лучший результат показала в сезоне 2010/11 на этапе в Обертиллиахе, заняв четвёртое место в спринте. В 2010 году принимала участие в чемпионате мира по летнему биатлону в Душники-Здруй, заняла 18-е место в спринте и 13-е — в гонке преследования. В 2011 году на зимней Универсиаде в Эрзуруме была 11-й в спринте, 15-й — в пасьюте и шестой в масс-старте.
В 2013 году завершила спортивную карьеру.

## Личная жизнь
Замужем за российским биатлонистом Иваном Панченко. Сын Кирилл.
Окончила Новосибирский государственный педагогический университет, факультет физкультуры и спорта (2010).